# Héctor Altamirano
Héctor Altamirano Escudero (Matías Romero, Oaxaca, 17 de março de 1977) é um futebolista mexicano que jogou no Club Santos Laguna durante a maior parte de sua carreira. Sua atual equipe é o Correcaminos UAT.